# 萨沙·赖内尔特
萨沙·赖内尔特（德語：Sascha Reinelt，1973年4月3日—），德国男子曲棍球运动员。他曾代表德国参加2000年和2004年夏季奥林匹克运动会曲棍球比赛，其中2004年奥运会获得一枚铜牌。